# Heteronychus minutus
Heteronychus minutus är en skalbaggsart som beskrevs av Hermann Burmeister 1847. Heteronychus minutus ingår i släktet Heteronychus och familjen Dynastidae. Inga underarter finns listade i Catalogue of Life.